# Oh les beaux jours
Pour les articles homonymes, voir Happy Days.
 (juin 2020).
Cet article possède un paronyme, voir Les Beaux Jours.

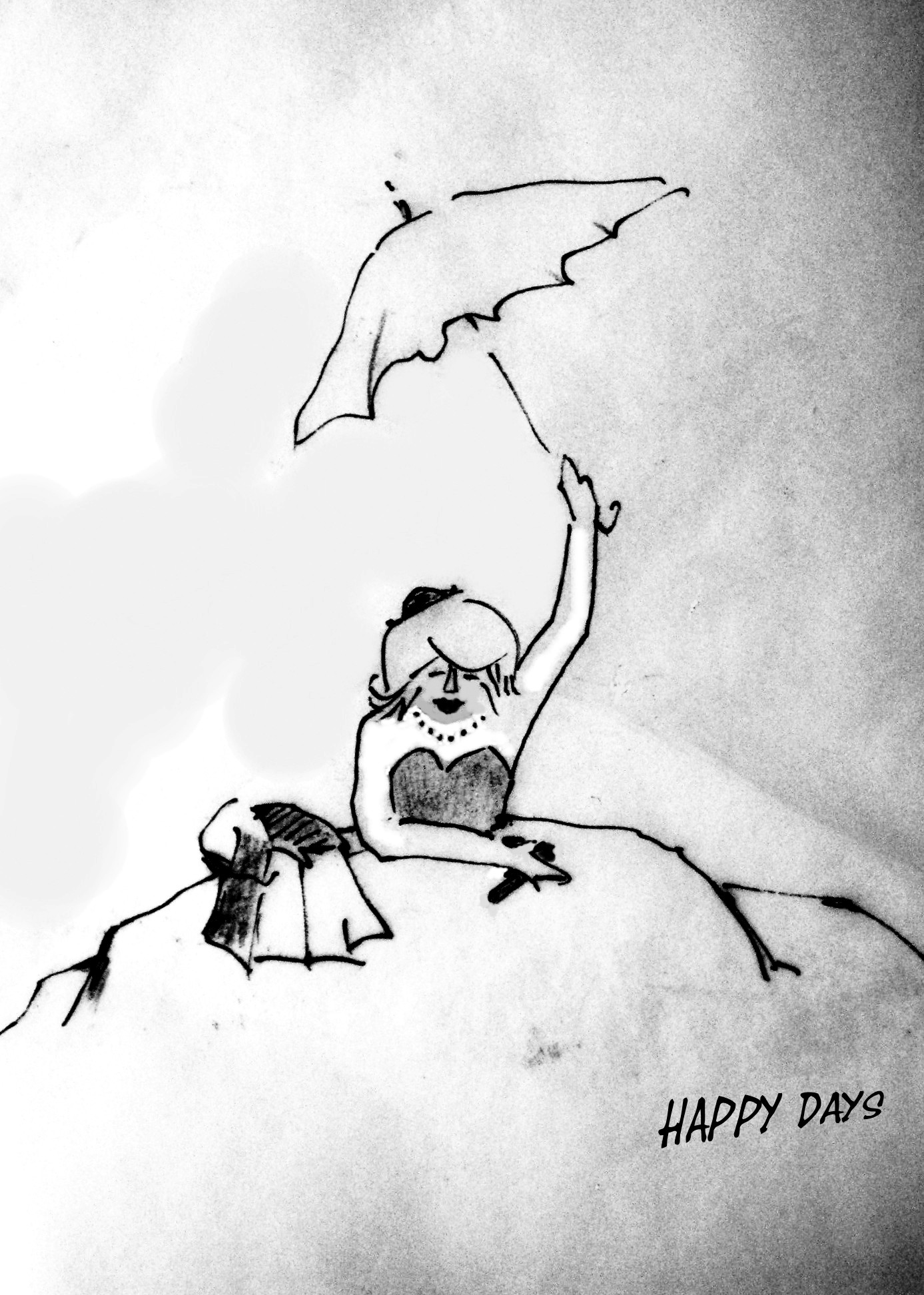
Vue d'artiste de Winnie.

Oh les beaux jours (Happy Days) est une pièce de théâtre de Samuel Beckett.
Oh les beaux jours est une pièce d'abord écrite en anglais et créée à New York le 17 septembre 1961. Beckett en fait lui-même une version française en 1963, créée au cours de l'été à la Biennale de Venise. Les premières représentations ont lieu en octobre au Théâtre de l'Odéon dans une mise en scène de Roger Blin, avec Jean-Louis Barrault dans le rôle de Willie, et Madeleine Renaud dans celui de Winnie, rôle qui deviendra l'un des plus marquants de sa carrière et qu'elle jouera jusqu'en 1986, à l'âge de 86 ans. Cette pièce de théâtre, mêlant tragique et comique, présente une situation très absurde. C'est en réalité une pièce sur rien car personne n'écoute Winnie, personne ne lui répond et elle se trouve dans un endroit désert, enterrée jusqu'au cou et s'enfonce peu à peu.

## Résumé

### Acte I
Au début de la pièce, « Winnie, la cinquantaine » est à moitié enterrée dans un gros mamelon, avec un sac à main à sa gauche, et une ombrelle à sa droite. Willie est caché derrière le mamelon et dort. Une sonnerie se fait entendre et après un certain temps, Winnie se met à parler (p. 12). Elle prie et se parle à elle-même avant de tenter de réveiller Willie sans succès. Puis elle examine ses dents ainsi que la brosse à dents qu’elle sort de son sac. Elle manipule ensuite les objets tout en continuant son monologue : lunettes, mouchoir, et à nouveau la brosse à dents (p. 17). Puis, avec l’ombrelle, elle frappe Willie pour le réveiller, avant de fouiller dans son sac. Cette fois-ci, elle en sort un revolver et un flacon pour retrouver entrain et appétit : elle range le revolver après l'avoir brièvement embrassé et vide d'une traite le flacon (p. 19). C’est alors que Willie apparaît en partie seulement et lit le journal. Pendant ce temps, Winnie examine plus attentivement sa brosse à dents avant de passer à une carte postale que Willie possédait (p. 24). Puis elle évoque la difficulté de « tirer sa journée », c'est-à-dire de l'occuper, seule dans le désert (p. 27). Puis, elle ordonne à Willie de rentrer « dans son trou » (p. 31). Winnie entame alors un long monologue sur ce qu’elle doit faire à présent. Après avoir examiné à nouveau le revolver, elle s’adresse à Willie (p. 41). Puis elle retourne à son monologue sur la vacuité de la vie tout en tenant l’ombrelle (p. 42). De temps à autre, elle s’adresse encore à Willie pour constater l’absence de réponse tout en affirmant la répétition d’un monde sans avenir différent du passé (p. 45). Une musique se fait entendre, mais se tait rapidement pour laisser place à la voix de Willie pour la plus grande joie de Winnie. Mais il s’arrête aussi. Alors la lamentation de Winnie reprend à son propre égard : « Chante maintenant, Winnie, chante ta chanson, il n’y a plus que ça à faire » (p. 47). Puis, elle se lime les ongles en s’interrogeant sur l’identité d’un certain « Piper » (p. 49). Peu à peu, elle range les affaires en attendant la sonnerie qui marquera la fin de la journée et donc de sa souffrance (p. 53). Elle s’attarde sur le dernier objet : la brosse à dents. Willie disparaît peu à peu tandis qu’elle lui demande la signification du mot « porc » (p. 54). La voix de Willie scande par des formules journalistiques la litanie de Winnie : « Prie ta vieille prière, Winnie » (p. 57).

### Acte II
La disposition est la même qu’au premier acte si ce n’est que Winnie est enterrée jusqu'au cou et que le revolver est resté là où Winnie l'a posé au 1er acte. La sonnerie retentit à nouveau (p. 60). Winnie entame son monologue ponctué par un jeu de sourires. Mais elle ne prie pas. Elle s’adresse à Willie qui ne répond pas (p. 61). Elle s’interroge sur son identité, sur celle de son environnement, sur celle de Willie avant de jouer avec son visage (p. 63). Mais au moment où elle ferme les yeux, une sonnerie retentit pour les lui rouvrir. Elle se réjouit des bruits qui l’entourent : « Je les bénis les bruits, ils m’aident à … tirer ma journée » (p. 65). Le monologue se poursuit avec des souvenirs épars avant une nouvelle adresse à Willie (p. 67). Winnie se préoccupe ensuite du temps, du moment où elle pourra chanter sa chanson (p. 68). Peu à peu, son monologue se découd (p. 69) avant de devenir plus expressif et violent (p. 71). Après une nouvelle interrogation sur le temps, elle remarque qu’elle a mal (p. 72). C’est alors que Willie, en grande tenue de soirée, sort de derrière le mamelon pour s’avancer sur le devant de la scène (p. 73), ce qui met Winnie en joie (p. 74). Mais celui-ci reste silencieux. Il grimpe sur le mamelon, comme pour tenter de toucher le visage de Winnie... ou de s'emparer du revolver, et Winnie continue à lui parler sans succès (p. 75). Il finit par tomber du mamelon, et malgré les exhortations de Winnie, il reste en bas. Il articule tout de même une syllabe, balbutiement du prénom de Winnie : « Win », ce qui réjouit Winnie qui chante sa chanson (p. 77). La pièce se termine sur un "regard long".

## Télévision
En 1971, la mise en scène de Roger Blin connaît une adaptation télévisée, avec Régis Outin dans le rôle de Willie. Cette adaptation est éditée par l’INA en 2017.

## Quelques mises en scène

### AuXXIesiècle
En 2007, au Théâtre national de Chaillot, Deborah Warner met en scène Fiona Shaw dans le rôle de Winnie. En 2010, au Théâtre de l'Athénée, Robert Wilson met en scène Oh les beaux jours avec Adriana Asti dans le rôle de Winnie.
La Scène nationale de Sète et du Bassin de Thau a programmé le 10 janvier 2012 pour l'ouverture de son nouveau lieu Le Chai Scalli à Sète, Catherine Frot dans le rôle de Winnie, mise en scène par Marc Paquien. Le spectacle a été repris au Théâtre de la Madeleine, à Paris, à partir du 20 janvier 2012, puis en 2013 au théâtre de l'Atelier.
Cette pièce a été également jouée au théâtre de la Commune d'Aubervilliers (après une création au CDN de Béthune), à partir du 25 janvier 2012, avec Yann Collette dans le rôle de Winnie, dans une mise en scène de Blandine Savetier.
La pièce est créée à Marseille (théâtre NoNo) en 2013 dans le cadre de Marseille Capitale Européenne de la Culture 2013, dans une mise en scène de Serge Noyelle, avec Marion Coutris (Winnie) et Noël Vergès (Willie).